# سيدني أيريس
سيدني أيريس (بالإنجليزية: Sydney Ayres)‏ مواليد 28 أغسطس 1879 في نيويورك، نيويورك - الوفاة 9 سبتمبر 1916 في أوكلاند، هو ممثل وكاتب سيناريو أمريكي. من أعماله قلوب غربية حقيقية وإيمانه بالبشرية.

## روابط خارجية
- سيدني أيريس على موقع IMDb (الإنجليزية)
- سيدني أيريس على موقع ألو سيني (الفرنسية)
- سيدني أيريس على موقع قاعدة بيانات الأفلام السويدية (السويدية)
- سيدني أيريس على موقع قاعدة بيانات الفيلم (الإنجليزية)
- سيدني أيريس على موقع كينوبويسك (الروسية)